# Dwars door het Hageland
Dwars door het Hageland je jednodenní cyklistický závod konaný v belgické provincii Vlámský Brabant. Do roku 2019 byl součástí UCI Europe Tour na úrovni 1.1, avšak v období let 2010 až 2012 byl klasifikován jako závod na úrovni 1.2. V roce 2020 se závod stal součástí UCI ProSeries.
V roce 2021 byla poprvé uspořádána ženská varianta tohoto závodu, a to na úrovni 1.2. Další ročník, konaný o rok později, již však pokročil na úroveň 1.1.

## Seznam vítězů

### Mužský závod
| Rok       | Země        | Jezdec               | Tým                           |
| --------- | ----------- | -------------------- | ----------------------------- |
| 2001      | Belgie      | Jan Claes            |                               |
| 2002      | Belgie      | Frank Verjans        |                               |
| 2003      | Nový Zéland | Gordon McCauley      | Giant Asia Racing Team        |
| 2004–2005 | Nejelo se   | Nejelo se            | Nejelo se                     |
| 2006      | Litva       | Gediminas Bagdonas   | Team Klaipeda                 |
| 2007      | Belgie      | Dave Bruylandts      | Klaipeda–Splendid Cyclingteam |
| 2008      | Belgie      | Bert Scheirlinckx    | Landbouwkrediet–Tönissteiner  |
| 2009      | Belgie      | Geert Omloop         | Palmans–Cras                  |
| 2010      | Belgie      | Frédéric Amorison    | Landbouwkrediet               |
| 2011      | Belgie      | Grégory Habeaux      | Veranda's Willems–Accent      |
| 2012      | Belgie      | Timothy Stevens      | Ovyta–Eijssen–Acrog           |
| 2013      | Nejelo se   | Nejelo se            | Nejelo se                     |
| 2014      | Belgie      | Dries De Bondt       | Josan–To Win                  |
| 2015      | Belgie      | Tom Bosmans          | VL Technics–Experza–Abutriek  |
| 2016      | Nizozemsko  | Niki Terpstra        | Etixx–Quick-Step              |
| 2017      | Nizozemsko  | Mathieu van der Poel | Beobank–Corendon              |
| 2018      | Lotyšsko    | Krists Neilands      | Israel Cycling Academy        |
| 2019      | Belgie      | Kenneth Vanbilsen    | Cofidis                       |
| 2020      | Belgie      | Jonas Rickaert       | Alpecin–Fenix                 |
| 2021      | Norsko      | Rasmus Tiller        | Uno-X Pro Cycling Team        |
| 2022      | Nizozemsko  | Oscar Riesebeek      | Alpecin–Fenix                 |
| 2023      | Norsko      | Rasmus Tiller        | Uno-X Pro Cycling Team        |
| 2024      | Belgie      | Gianni Vermeersch    | Alpecin–Deceuninck            |
| 2025      | Francie     | Paul Magnier         | Soudal–Quick-Step             |

#### Vítězství podle zemí
| Vítězství | Země                               |
| --------- | ---------------------------------- |
| 13        | Belgie                             |
| 3         | Nizozemsko                         |
| 2         | Norsko                             |
| 1         | Litva Francie Lotyšsko Nový Zéland |

### Ženský závod
| Rok  | Země       | Jezdec                            | Tým                     |
| ---- | ---------- | --------------------------------- | ----------------------- |
| 2021 | Nizozemsko | Chantal van den Broeková-Blaaková | SD Worx                 |
| 2022 | Itálie     | Ilaria Sanguinetiová              | Valcar–Travel & Service |
| 2023 | Belgie     | Lotte Kopecká                     | SD Worx                 |
| 2024 | Nizozemsko | Lucinda Brandová                  | Lidl–Trek               |
| 2025 | Nizozemsko | Lorena Wiebesová                  | Team SD Worx–Protime    |

#### Vítězství podle zemí
| Vítězství | Země          |
| --------- | ------------- |
| 3         | Nizozemsko    |
| 1         | Belgie Itálie |